# Manmohan Attavar
Manmohan Attavar (12 de julio de 1932 - 12 de diciembre de 2017) fue un horticultor, mejorador botánico, escritor indio; y, fundador de la "Indo American Hybrid Seeds" (IAHS), una organización dedicada al mejoramiento genético de plantas y en horticultura. Fundó tal empresa en 1965, se instaló en Bengaluru, creciendo hasta incluir a nueve centros regionales a través de la India.
Attavar se casó con Mamtha, quien al fallecer, dejó dos hijos. Posteriormente a su muerte, donó un bloque de teatro para mujeres al Hospital Memorial CSI Lombard, Udupi y el Hospital nombraron esa facilidad como Martha Mamatha Attavar Memorial Block.

## Obra

### Algunas publicaciones
Fue coautor del texto Floriculture : technology, trades, and trends, de 1994, publicado por la Oxford & IBH Publishing House.

## Honores

### Membresías
- Comité científico asesor del Ministerio de Comercio de la India;
- Federación Internacional de Semilleros, Suiza; y, fue director de su Junta Nacional de Horticultura.[3]

### Galardones
Attavar ha recibido varios premios, como:
- Premio Nacional Dr. M. H. Marigowda,
- Galardón APEDA,
- Galardón Internacional Dorado de Jubileo de la International Chrysanthemum Society, California,
- Premio ISF.[6]
- 1991: el Gobierno de Karnataka le otorga el Rajyotsava Prashasthi.[1]
- 1998: Padma Shri, el cuarto premio civil más alto del gobierno de la India, por sus contribuciones al campo de la horticultura.[7]